# Домбровський Маркіян Августинович
Маркія́н Августи́нович Домбро́вський (* 8 листопада 1911, Ворона, тепер Коломийський район Івано-Франківської області — † 25 лютого 2011) — український громадський діяч Австралії, інженер-електрик.

## Біографія
Народився 8 січня 1911 року у селі Ворона, тепер Івано-Франківської області, в родині Августина Домбровського, педагога, громадського діяча, посла до Української Національної Ради ЗУНР і письменниці Марії з дому Ленерт (літературне псевдо Марійка Підгірянка). Середню освіту здобув в українській гімназії у Ржевницях біля Праги. Вищі студії закінчив у Львівській політехніці в 1937 р. До 1945 року працював інженером у Варшаві, Львові й Празі. Член УТГІ у місті Регенсбурзі (1945 — 1949), де був викладачем шоферських курсів для українських утікачів у Баварії. Видав українською мовою «Підручник шофера» (1946). В Австралії з січня 1949 р. працював у державній комісії з електрифікації Сіднея, був членом-основником Українського товариства інженерів в Австралії, впродовж кількох років був його головою. З 1975 р. жив у місті Серферс Парадайс, Квінсленд.

## Доброчинна діяльність
Один із фундаторів-меценатів енциклопедичного довідника «Українці Австралії» (Сідней, 2001).
Разом з дружиною Лідією Домбровською — меценати українського часопису «Вільна думка» в Австралії.
Також з дружиною опікувався діточками-сиротами в Україні, які мають прихисток у спеціальній школі-інтернаті у місті Брюховичі поблизу Львова.
Фінансово допоміг видати найповніше зібрання творів Марійки Підгірянки великим томом «Для Вкраїни вірно жиймо» («Нова зоря», Івано-Франківськ, 2009).